# インターナショナル・ビジネス・タイムズ
『インターナショナル・ビジネス・タイムズ』（International Business Times）は、7か国で4つの言語で発行されているアメリカ合衆国のオンライン新聞。IBタイムズまたはIBTとも呼ばれる。IBTは、世界最大のオンラインニュースソースの一つであり、毎月4000万人のユーザーが訪れる。2013年の収益は約2,100万ドルだった。
本社はニューヨーク、ロウアー・マンハッタンのフィナンシャル・ディストリクトに位置する。